# Оверленд (Небраска)
Оверленд (англ. Overland) — переписна місцевість (CDP) в США, в окрузі Гамільтон штату Небраска. Населення — 202 особи (2020).

## Географія
Оверленд розташований за координатами 41°4′53″ пн. ш. 97°58′43″ зх. д. / 41.08139° пн. ш. 97.97861° зх. д. (41.081294, -97.978731).  За даними Бюро перепису населення США в 2010 році переписна місцевість мала площу 3,68 км², з яких 3,08 км² — суходіл та 0,60 км² — водойми. В 2017 році площа становила 3,41 км², з яких 2,99 км² — суходіл та 0,42 км² — водойми.

## Демографія
Згідно з переписом 2010 року, у переписній місцевості мешкали 153 особи в 64 домогосподарствах у складі 52 родин. Густота населення становила 42 особи/км².  Було 122 помешкання (33/км²).
Расовий склад населення:
| - 98,7 % — білих - 0,7 % — корінних американців |

До двох чи більше рас належало 0,7 %. Частка іспаномовних становила 0,7 % від усіх жителів.
За віковим діапазоном населення розподілялося таким чином: 15,7 % — особи молодші 18 років, 60,1 % — особи у віці 18—64 років, 24,2 % — особи у віці 65 років та старші. Медіана віку мешканця становила 56,2 року. На 100 осіб жіночої статі у переписній місцевості припадало 112,5 чоловіків;  на 100 жінок у віці від 18 років та старших — 108,1 чоловіків також старших 18 років.
Середній дохід на одне домашнє господарство  становив 142 269 доларів США (медіана — 107 857), а середній дохід на одну сім'ю — 148 461 долар (медіана — 108 571). Медіана доходів становила 85 417 доларів для чоловіків та 41 750 доларів для жінок. 
Цивільне працевлаштоване населення становило 99 осіб. Основні галузі зайнятості: освіта, охорона здоров'я та соціальна допомога — 25,3 %, науковці, спеціалісти, менеджери — 24,2 %, сільське господарство, лісництво, риболовля — 16,2 %, роздрібна торгівля — 14,1 %.